# 氷の魔物
『氷の魔物』（こおりのまもの、原題：英: The Ice-Demon）は、アメリカ合衆国のホラー小説家クラーク・アシュトン・スミスによる短編小説。クトゥルフ神話関連作品で、『ウィアード・テールズ』1933年4月号に掲載された。
スミスのハイパーボリア大陸ものの1つであり、時系列はハイパーボリア末期にあたる。他作品で予言されていた氷河時代が始まっており、大陸北のムー・トゥランがポラリオンの氷河に覆われている。ハイパーボリア作品群の時系列を整理する試みは、氷期がらみで難航していることが、文庫を手掛けた大瀧啓裕によって語られている。
本作には、魔物らしい魔物は登場しない。氷という自然現象が無機的に脅威となり、裏に悪意の介入が匂わされているという、ホラーである。
ハイパーボリアの氷河期を題材とした作品を、後にリン・カーターなどが執筆している。

## あらすじ
ヒュペルボレオスの末期の時代、ポラリオンの大氷河はついにムー・トゥラン半島へと到達する。浸食を迫る氷河に、王は魔術師と軍を率いて戦いを挑む。魔術師は疑似太陽を創り氷河を溶かそうと試みるが、出現した霧が熱と炎を遮り、王たちを氷漬けにする。命からがら逃げ帰った兵士は、氷河そのものが意思ある魔物なのだと証言する。氷河に呑まれた北の地は、誰も近寄らない忌避される場所となる。
50年後、狩人イルアクは迷い込んだ先で、氷漬けとなった王たちのミイラを発見する。生還したイルアクは、氷河への恐怖から二度と赴こうとはせず、弟クアンガに場所を教えた後に、別の狩りにて事故死する。クアンガは、恐怖にとらわれた兄を哀れと思い、己は迷信など信じないと、ハーロル王の紅玉を手に入れようと決意する。宝石商2人が、王家の物だから売却処分が難しいことを承知しつつ、クアンガに同行することになる。
クアンガたち3人は、寒さを乗り越えて進み、イルアクが言っていた場所で王たちのミイラを発見し、厚い氷壁に遮られた奥に宝石を視認する。3人は鶴嘴で氷を壊して紅玉を入手する。喜んだ瞬間、天井から巨大な氷柱が落下して商人1人の頭を貫く。直撃を逃れた2人も、いつの間にか洞窟が狭くなり入り口が遠くなっているという、不可解な事実に気づき、脱出を急ぐも洞窟を出ると同時に、もう1人の商人も氷柱に貫かれて死ぬ。
クアンガは紅玉を持って逃げるも、氷の足場が変動し、自然現象が悪意であるかのように、クアンガの足を阻む。クアンガは恐怖に思考力を失い、遠くに見える火山を目指してひたすらに進む。植物が生い茂り小川が流れる谷にたどり着いて小休止していたところ、冷気に追いつかれ、凍死する。絶命の間際、クアンガは紅玉を投げ捨てる。転がり落ちた紅玉は、池に張った氷の上に散らばる。いずれ大氷河の浸食が進み、奪われた紅玉は取り返されるだろうことが示唆されつつ、物語は終結する。

## 主な登場人物

### 現在
- イルアク - 狩人であり、クアンガの兄。氷の奥にハーロル王と紅玉を発見する。生還してからは、氷の魔物は奪ったものを手放したがらないと信じていた。その後に事故死する。
- クアンガ - 主人公。狩人であり、イルアクの弟。怖いもの知らず。
- フーム・フィートスとエイブル・ツァンス - イックアの宝石商。金貨2袋という条件で、クアンガに同行する。

### 過去
- ハーロル王 - 50年前のイックアの王。王家の紅玉など無数の宝石をちりばめた青いローブをまとったまま、氷漬けとなる。
- オムム＝ウォグ - 魔術師。小太陽の魔術で大氷河に挑むも、通じずに氷漬けとなる。

## 収録
- 『ヒュペルボレオス極北神怪譚』創元推理文庫、大瀧啓裕訳
- 『イルーニュの巨人』創元推理文庫、井辻朱美訳